# Philonthus cognatus
Philonthus cognatus es una especie de escarabajo del género Philonthus, familia Staphylinidae. Fue descrita científicamente por Stephens en 1832.
Se distribuye por Europa. Habita en Argelia, Rusia (Europea, Siberia), Túnez, Madeira, Turquía, Irán, Kazajistán, Kirguistán, Tayikistán, Pakistán, India (Cachemira), Nepal, China (Jilin) y Sri Lanka. Especie introducida en América del Norte, en Canadá y los Estados Unidos.
Mide 9-13 milímetros de longitud y habita en zonas y áreas abiertas.

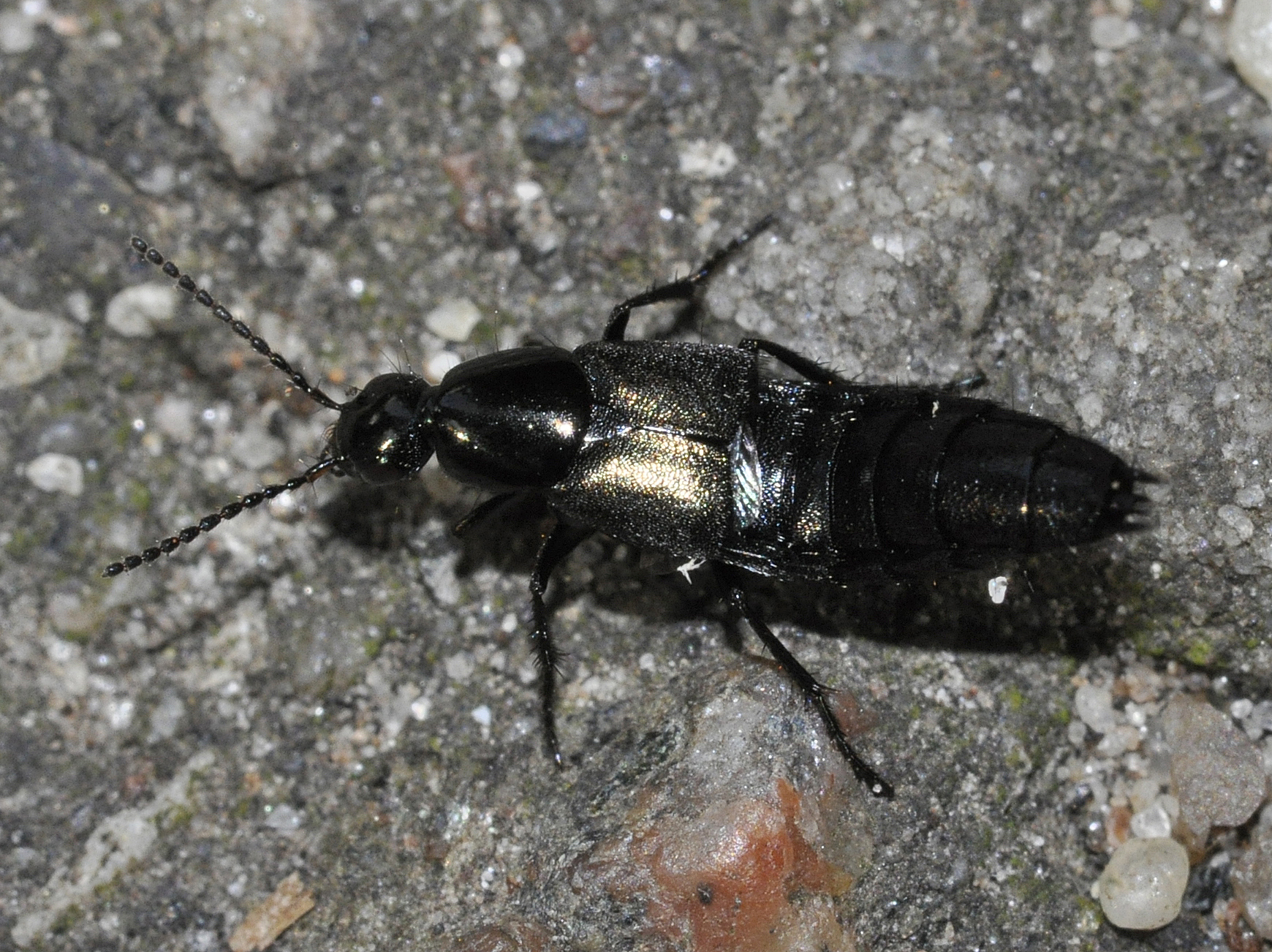
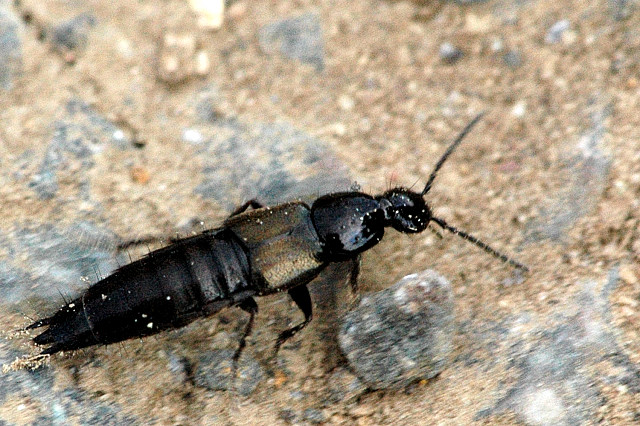